# József Varga
József Varga (Budapest, 9 ottobre 1954) è un ex calciatore ungherese, di ruolo difensore.

## Carriera
Ha militato nell'Újpest FC e nella Nazionale ungherese, collezionando 31 partite e 1 gol, e fece parte alle spedizioni mondiali del 1982 in Spagna e del 1986 in Messico.

## Palmarès

### Club

#### Competizioni nazionali
- Campionato ungherese: 3

Honved: 1979-1980, 1983-1984, 1984-1985
- Coppa d'Ungheria: 1

Honved: 1984-1985